# Pazifischer Trompetenfisch
Der Pazifische Trompetenfisch (Aulostomus chinensis) ist im Roten Meer und im gesamten Indopazifik von der Ostküste Afrikas bis nach Panama verbreitet. Im Norden erreicht er Südjapan und Hawaii, im Süden die Lord-Howe- und die Osterinsel.

## Merkmale
Der Pazifische Trompetenfisch wird maximal 80 Zentimeter lang, bleibt aber für gewöhnlich bei einer Länge von 60 Zentimeter. Sein langgestreckter, stabförmiger Körper ist variabel gefärbt. Er kann einfarbig gelb, grün oder braun sein oder bräunlich bis grau gesprenkelt. Über dem Maxillare (Oberkieferknochen) findet sich normalerweise ein schwarzer Streifen, der aber auch fehlen kann. Seine auffällige, röhrenförmige Schnauze kann bis zum Körperdurchmesser aufgerissen werden. Rücken- und Afterflosse sitzen symmetrisch zueinander weit hinten, kurz vor der Schwanzflosse. Sie werden von 24 bis 27 bzw. 26 bis 29 weichen, segmentierten Flossenstrahlen gestützt. Vor der weichstrahligen Rückenflosse befinden sich acht bis zwölf voneinander isolierte und nicht durch eine Flossenmembran verbundene kurze Flossenstacheln. Die Bauchflossen befinden sich in der Körpermitte. Sie sind klein mit sechs Flossenstrahlen. Rücken- und Afterflosse sind transparent, ihre Basis ist oft durch einen dunklen Balken markiert. Am Ansatz der Schwanzflosse befinden sich meist zwei schwarze Flecken, je ein weiterer an der Bauchflossenbasis. Der Körper ist mit kleinen Kammschuppen bedeckt, Kopf und vordere Rückenpartie sind schuppenlos. Die Anzahl der Wirbel liegt bei 62 bis 64, die ersten vier sind verlängert und zusammengewachsen. Die Seitenlinie ist durchgehend.

## Lebensweise
Pazifische Trompetenfische leben als Einzelgänger in Tiefen von 3 bis 122 Metern. Sie kommen in Fels- und Korallenriffen vor und halten sich meist nahe dem Meeresboden auf. Sie ernähren sich von Fischen oder Garnelen und spezialisieren sich im Laufe ihres Lebens meist auf eine Beuteart, d. h., sie fressen dann ausschließlich kleine Fische oder nur Garnelen. Beim Beutefang schwimmen sie langsam an das Opfer heran um es dann durch plötzliches Aufreißen des Mauls einzusaugen. Oft nähern sie sich der Beute auch, indem sie größere Fische zur Tarnung nutzen. In der Fortpflanzungszeit konkurrieren die Männchen um die Weibchen. Die Paarung findet in der Dämmerung kurz vor Einbruch der Dunkelheit statt.